# 时令食物
时令食物是指一年中丰收数量最多、味道最好的特定食物。大部分食物普遍都在丰收后直接食用最好，但仍存在一些例外：例如，红薯在丰收后会放置一段时间再食用。此外，时令食物也满足了那些喜爱低卡食物的人群，这种食物能有效减少因食品消耗、食物里程等所导致的温室气体的排放量。

## 例子
时令食物是在自然地理环境影响下形成的，在其影响下，农作物有着规律的变化：夏季蔬菜主要有青豆、生菜、菊苣、茄子、胡萝卜、黄瓜、小黄瓜、西洋菜、西葫芦和水稻；肉类包括家禽、鸵鸟和牛肉；水果包括柠檬、青柠檬、油桃、桑葚、樱桃、李子、杏子、葡萄、石榴、西瓜、梨子、苹果和甜瓜；调料包括柠檬草、玫瑰、茉莉、姜和茴香；同时，酱料有糖浆和果酱。秋季膳食包括卷心菜，花椰菜，胡萝卜，芹菜，葫芦，小麦，大麦，小米，萝卜，欧洲防风草，洋葱，橡子，花生，豆类和橄榄油；饮料内加入了草本香料植物中提取出来的精油。

## 图集

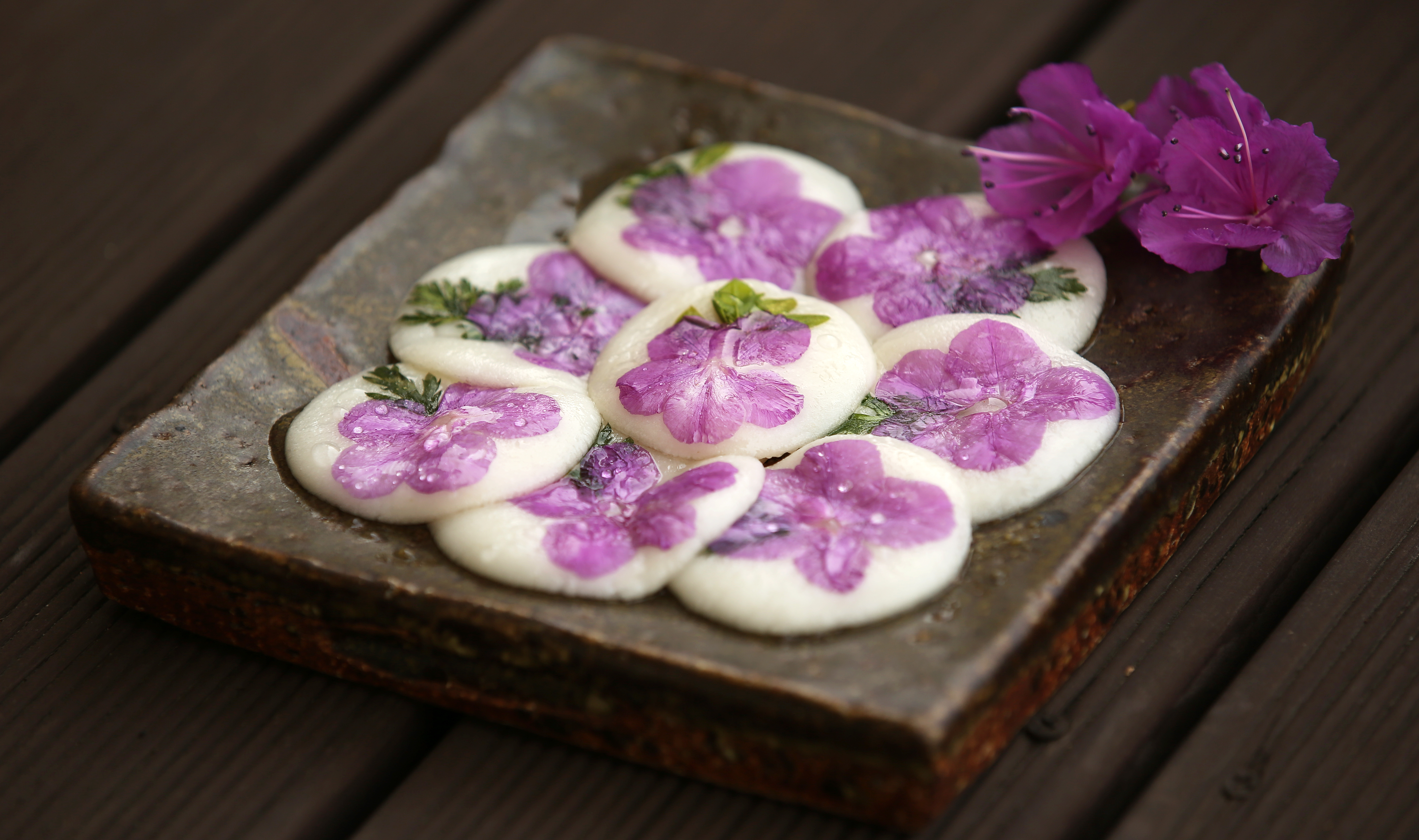
花煎，春季食品，用杜鹃花的花瓣制作
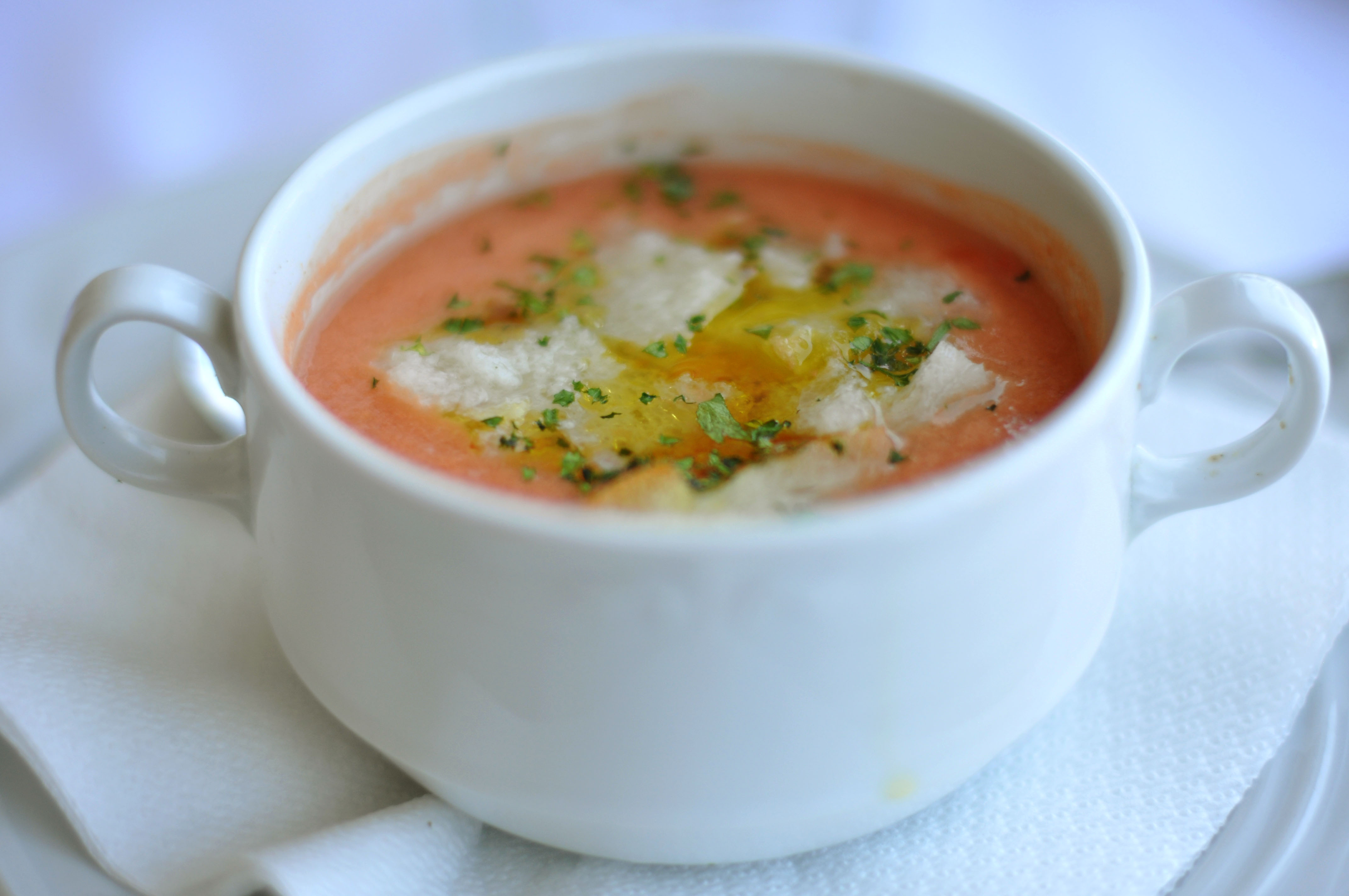
西班牙冻汤，夏季食品， 用生鲜蔬菜制成的冷冻食品
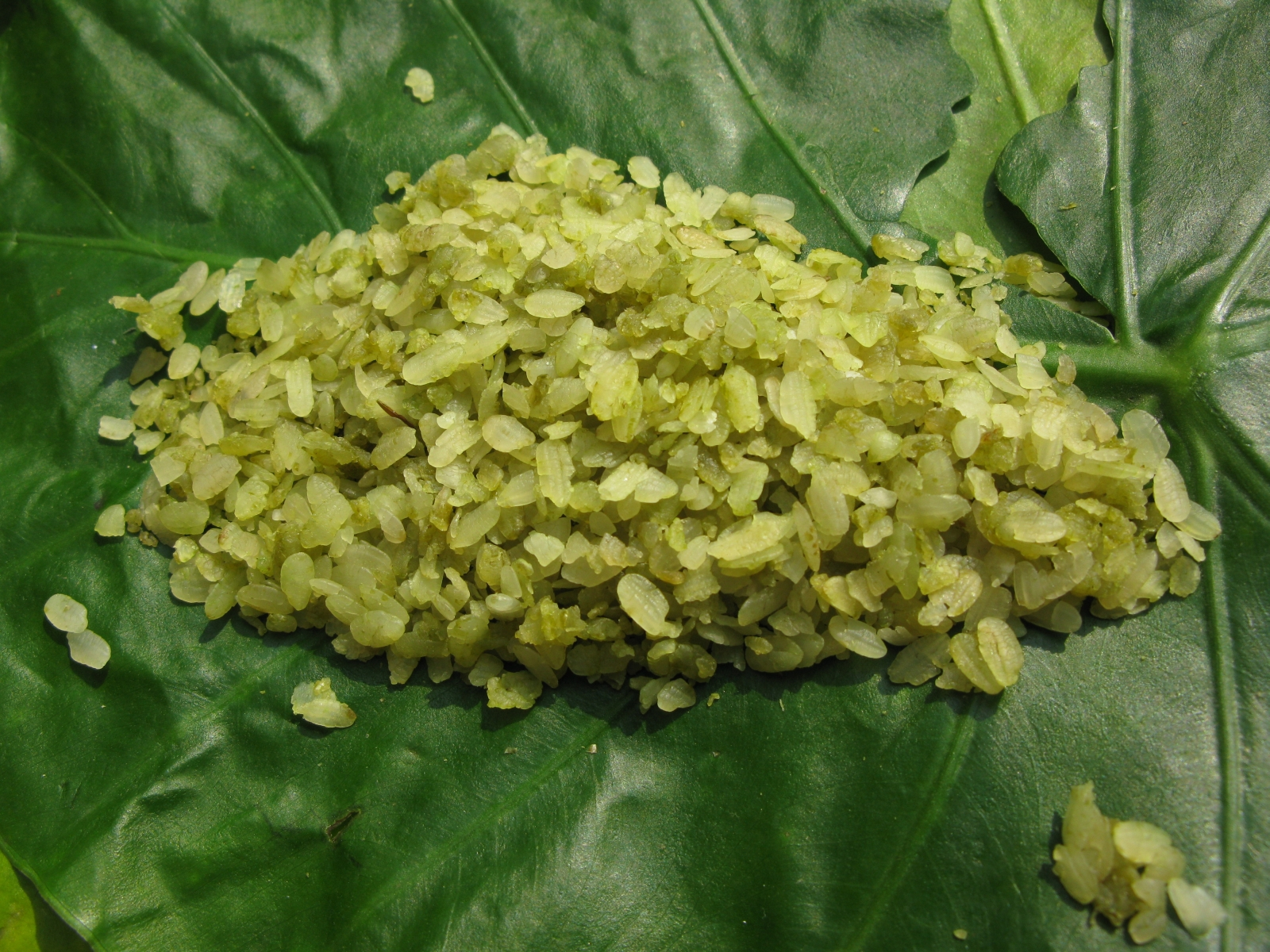
绿米，秋季食品
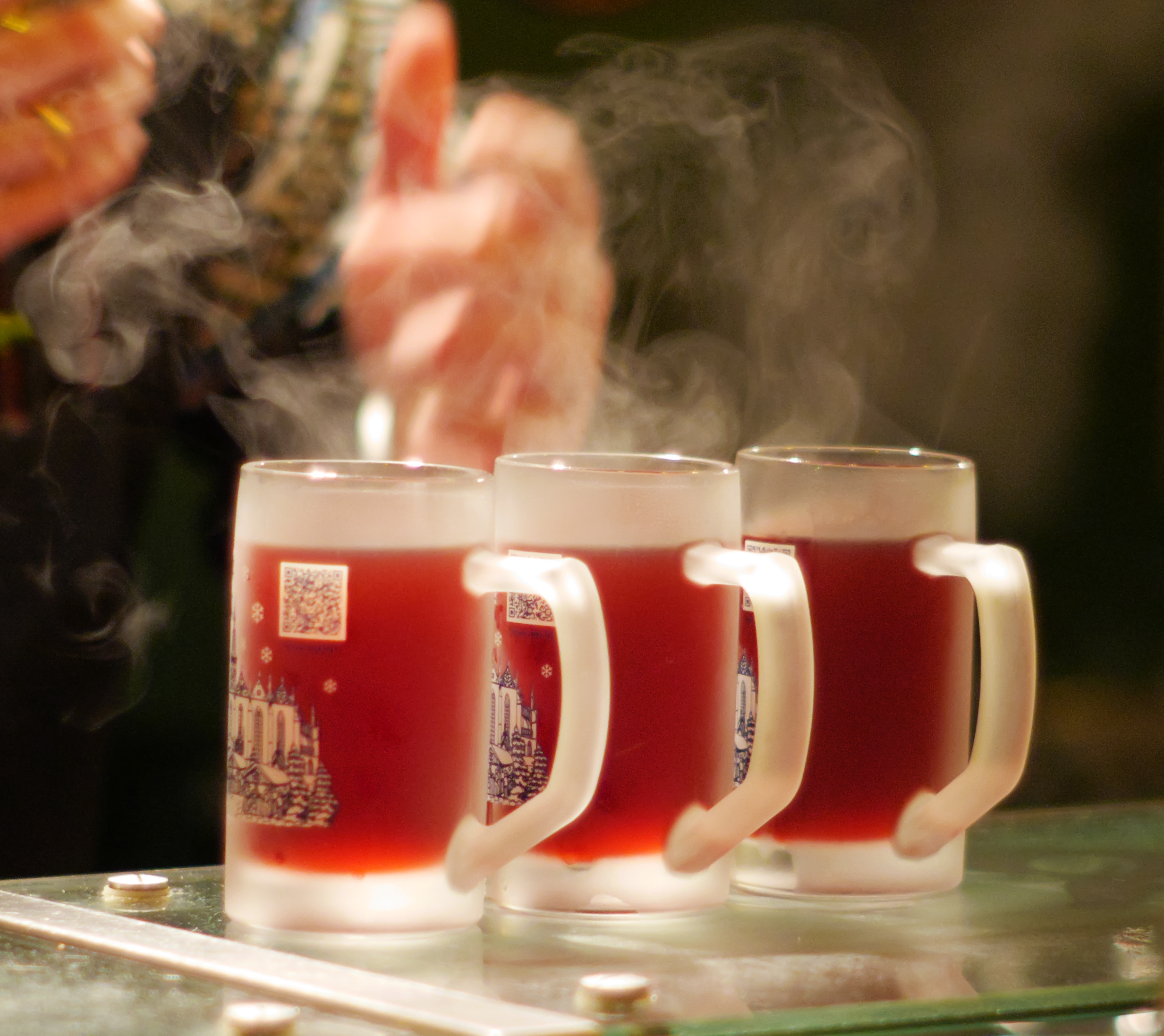
德国热甜酒（Glühwein），冬季热饮